# Le Favril (Eure)
Le Favril is een gemeente in het Franse departement Eure (regio Normandië) en telt 145 inwoners (1999). De plaats maakt deel uit van het arrondissement Bernay.

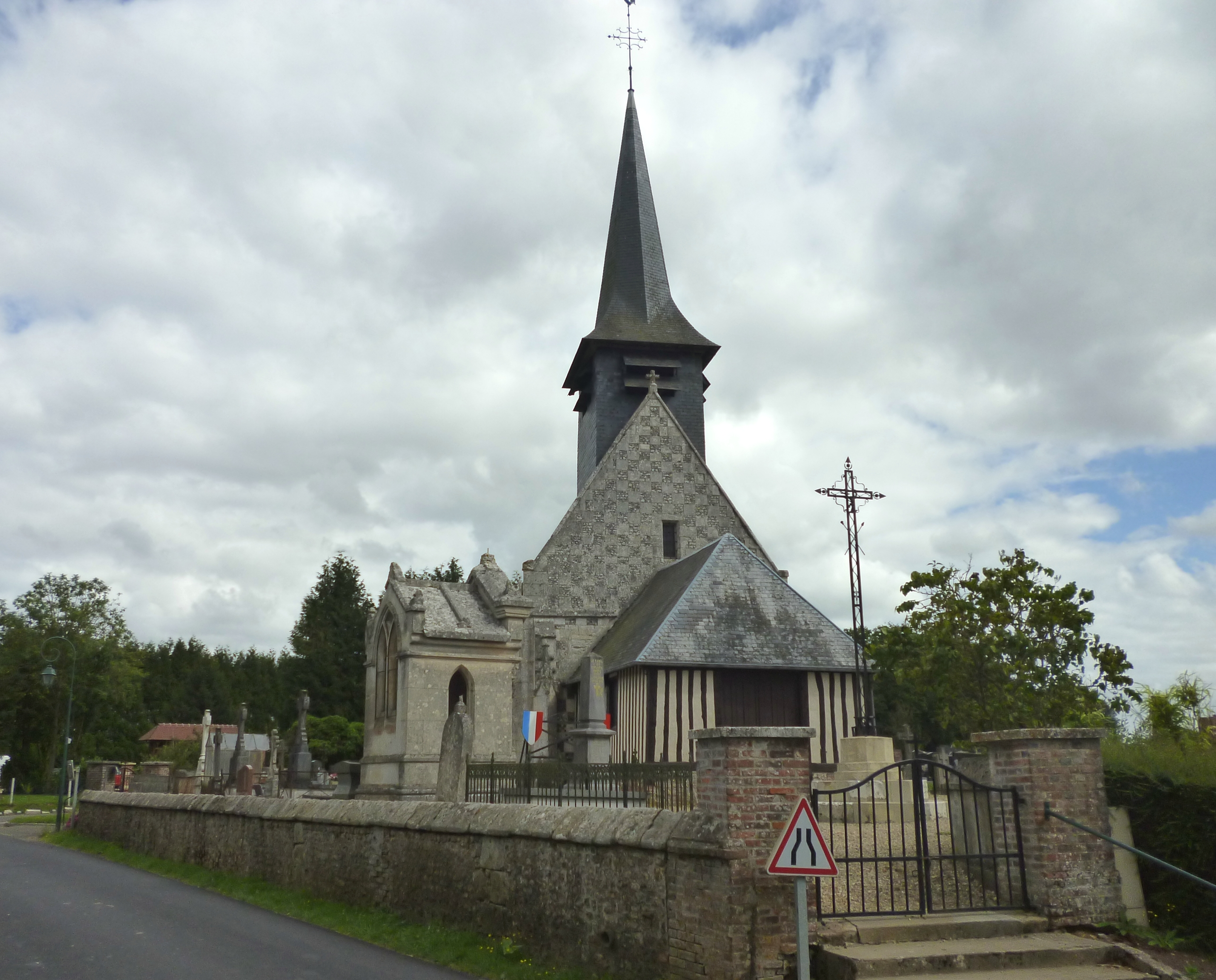
Kerk in Le Favril
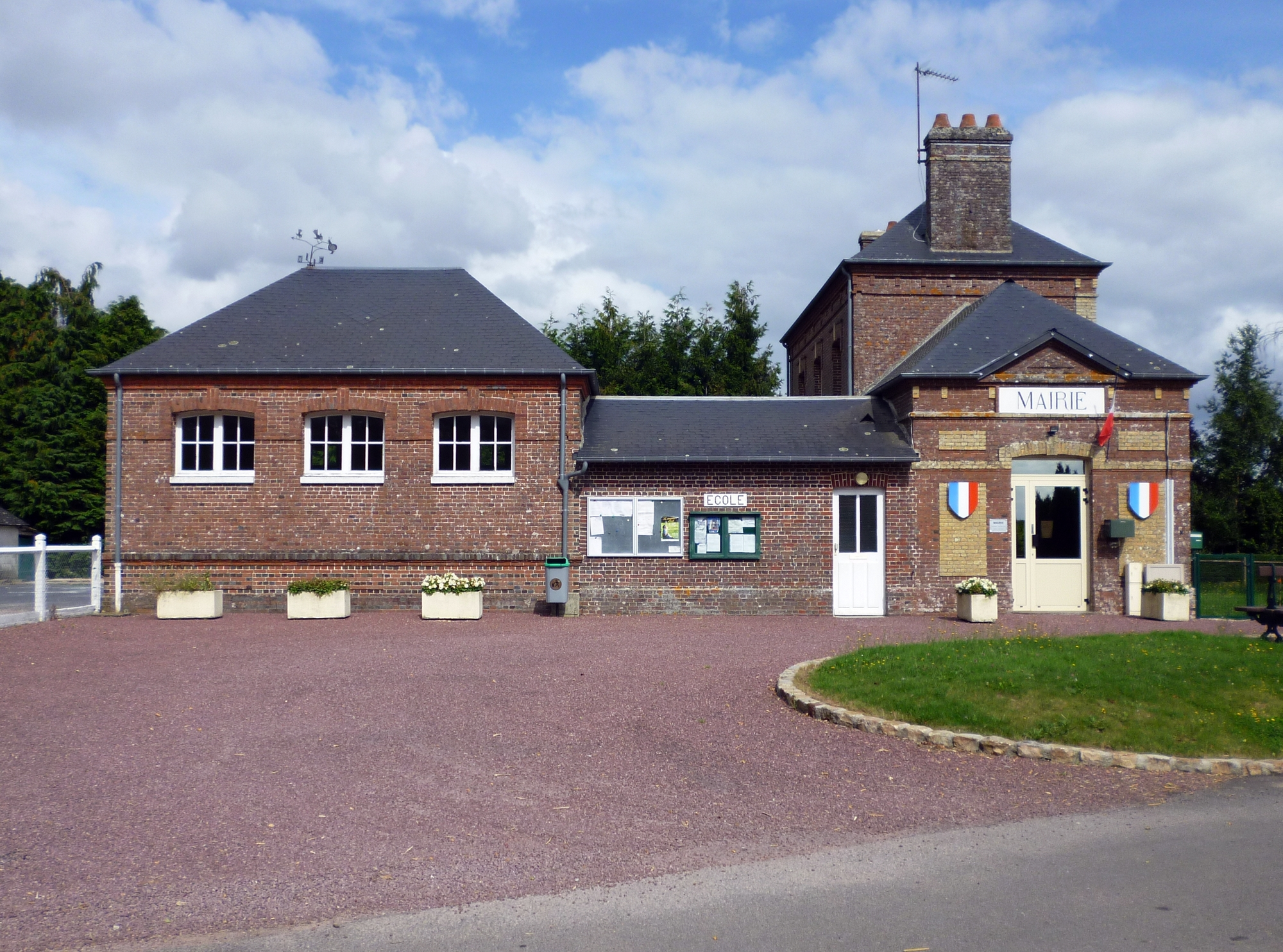
Gemeentehuis/school

## Geografie
De oppervlakte van Le Favril bedraagt 4,0 km², de bevolkingsdichtheid is 36,3 inwoners per km².
De onderstaande kaart toont de ligging van Le Favril (Eure) met de belangrijkste infrastructuur en aangrenzende gemeenten.

## Demografie
Onderstaande figuur toont het verloop van het inwonertal (bron: INSEE-tellingen).

1. ↑  Populations de référence 2022.